# 20 kilomètres marche féminin aux championnats du monde d'athlétisme 2022
Pour des articles plus généraux, voir Championnats du monde d'athlétisme 2022 et Marche aux championnats du monde d'athlétisme.
Navigation
Doha 2019 Budapest 2023
L'épreuve du 20 kilomètres marche féminin des championnats du monde de 2022 se déroule le 15 juillet 2022 autour de l'Autzen Stadium situé au sein de l'Université de l'Oregon à Eugene, aux États-Unis.

## Records
Les records du 20 km marche féminin (mondial, des championnats et par continent) étaient avant les championnats 2022 les suivants.
| Record                    | Athlète                  | Temps           | Lieu       | Date            |
| ------------------------- | ------------------------ | --------------- | ---------- | --------------- |
| Record du monde           | Yang Jiayu               | 1 h 23 min 49 s | Huangshan  | 20 mars 2021    |
| Record des championnats   | Olimpiada Ivanova        | 1 h 25 min 41   | Helsinki   | 7 août 2005     |
| Record d'Afrique          | Grace Wanjiru            | 1 h 30 min 40 s | Nairobi    | 6 juin 2018     |
| Record d'Asie             | Yang Jiayu               | 1 h 23 min 49 s | Huangshan  | 20 mars 2021    |
| Record d'Europe           | Vera Sokolova            | 1 h 25 min 08 s | Sotchi     | 26 février 2011 |
| Record d'Amérique du Nord | María Guadalupe González | 1 h 26 min 17 s | Rome       | 7 mai 2016      |
| Record d'Amérique du Sud  | Glenda Morejón           | 1 h 25 min 29 s | La Corogne | 8 juin 2019     |
| Record d'Océanie          | Jemima Montag            | 1 h 27 min 27 s | Adélaïde   | 13 février 2022 |

## Critères de qualification
Le minima de qualification est fixé à 1 h 31 min 0 s, la période de qualification est comprise entre le 27 décembre 2020 et le 26 juin 2022.

## Médaillées
| Or              | Argent             | Bronze          |
| Kimberly García | Katarzyna Zdziebło | Qieyang Shenjie |

## Résultats
| Rang                | Athlète                    | Nationalité | Temps           | Notes |
| ------------------- | -------------------------- | ----------- | --------------- | ----- |
| Médaille d'or       | Kimberly García            | Pérou       | 1 h 26 min 58 s | NR    |
| Médaille d'argent   | Katarzyna Zdziebło         | Pologne     | 1 h 27 min 31 s | NR    |
| Médaille de bronze  | Qieyang Shenjie            | Chine       | 1 h 27 min 56 s |       |
| 4                   | Jemima Montag              | Australie   | 1 h 28 min 17 s |       |
| 5                   | Liu Hong                   | Chine       | 1 h 29 min 00 s | SB    |
| 6                   | Nanako Fujii               | Japon       | 1 h 29 min 01 s | SB    |
| 7                   | Alegna González            | Mexique     | 1 h 29 min 40 s | SB    |
| 8                   | Valentina Trapletti        | Italie      | 1 h 29 min 54 s |       |
| 9                   | Ana Cabecinha              | Portugal    | 1 h 30 min 29 s | SB    |
| 10                  | Ma Zhenxia                 | Chine       | 1 h 30 min 39 s |       |
| 11                  | Olena Sobchuk              | Ukraine     | 1 h 31 min 19 s |       |
| 12                  | Hanna Shevchuk             | Ukraine     | 1 h 31 min 42 s | SB    |
| 13                  | Wu Quanming                | Chine       | 1 h 31 min 44 s |       |
| 14                  | Kumiko Okada               | Japon       | 1 h 31 min 53 s |       |
| 15                  | Saskia Feige               | Allemagne   | 1 h 32 min 12 s |       |
| 16                  | Noelia Vargas              | Costa Rica  | 1 h 32 min 36 s | SB    |
| 17                  | Viviane Lyra               | Brésil      | 1 h 33 min 11 s |       |
| 18                  | Meryem Bekmez              | Turquie     | 1 h 33 min 27 s | SB    |
| 19                  | Glenda Morejón             | Équateur    | 1 h 34 min 27 s |       |
| 20                  | Rebecca Henderson          | Australie   | 1 h 34 min 38 s |       |
| 21                  | Eliška Martínková          | Tchéquie    | 1 h 34 min 45 s |       |
| 22                  | Kiriaki Filtisakou         | Grèce       | 1 h 34 min 55 s | SB    |
| 23                  | Brigita Virbalytė-Dimšienė | Lituanie    | 1 h 35 min 36 s | SB    |
| 24                  | Robyn Stevens              | États-Unis  | 1 h 36 min 16 s |       |
| 25                  | Carolina Costa             | Portugal    | 1 h 36 min 31 s |       |
| 26                  | Karla Jaramillo            | Équateur    | 1 h 36 min 36 s |       |
| 27                  | Ángela Castro Chirivechz   | Bolivie     | 1 h 36 min 52 s | SB    |
| 28                  | Christina Papadopoulou     | Grèce       | 1 h 37 min 20 s | SB    |
| 29                  | Enni Nurmi                 | Finlande    | 1 h 37 min 29 s |       |
| 30                  | Emily Ngii                 | Kenya       | 1 h 37 min 43 s |       |
| 31                  | Evelyn Inga                | Pérou       | 1 h 38 min 23 s | SB    |
| 32                  | Inês Henriques             | Portugal    | 1 h 38 min 32 s |       |
| 33                  | Galina Yakusheva           | Kazakhstan  | 1 h 38 min 47 s |       |
| 34                  | Priyanka                   | Inde        | 1 h 39 min 42 s |       |
| 35                  | Miranda Melville           | États-Unis  | 1 h 39 min 58 s |       |
| 36                  | Rachelle de Orbeta         | Porto Rico  | 1 h 41 min 55 s |       |
|                     | Valeria Ortuño             | Mexique     | DNF             | DNF   |
| Lyudmyla Olyanovska | Ukraine                    | DNF         | DNF             |       |
| María Pérez         | Espagne                    | DQ          | DQ              |       |
| Maidy Monge         | Guatemala                  | DQ          | DQ              |       |
| Nicole Colombi      | Italie                     | DQ          | DQ              |       |

## Légende
Records et Performances
- AR : Record continental (area record)
- CR : Record des championnats (championship record)
- MR : Record du meeting (meet record)
- NR : Record national (national record)
- OR : Record olympique (olympic record)
- PR : Record paralympique (paralympic record)
- PB : Record personnel (personal best)
- SB : Meilleure performance personnelle de la saison (season's best)
- WL : Meilleure performance mondiale de l'année (world leader)
- WJR : Record du monde junior (world junior record)
- WR : Record du monde (world record)

Circonstances et Conditions
- DNF : N'a pas terminé (did not finish)
- DNS : N'a pas pris le départ (did not start)
- DQ : Disqualification (disqualification)
- NM : Aucun essai valable enregistré (No Mark)
- Q : Qualifié « directement » au prochain tour (ou à la prochaine compétition), lors d'une compétition majeure, grâce au classement ou à la réalisation des minima (automatic qualifier)
- q : Qualifié au prochain tour (ou à la prochaine compétition), lors d'une compétition majeure, grâce au repêchage ou à la réalisation de l'une des meilleures performances parmi celles des « non qualifiés directement » (grâce au meilleur temps ou à la meilleure distance par exemple) (secondary qualifier)